# O3spaces
O3Spaces is een contentmanagementsysteem geschreven in Java. De software is gebaseerd op de Tomcat-server met een PostgreSQL-backend (ook andere databases zoals MySQL worden ondersteund). O3Spaces bestaat uit een browser-teamomgeving met ingebouwde zoekfunctionaliteit en een optionele desktopassistent. De zoekfunctie werkt voor de bestandsformaten PDF, ODF en Microsoft Office-documenttypen. Op dit moment worden Firefox, Internet Explorer en Safari ondersteund.

## Geschiedenis
De eerste preview release werd aan het publiek gepresenteerd op de 2006 CeBIT tradeshow in Hannover, Duitsland. De eerste officiële release, 2.0, werd gepresenteerd in december 2006. Versie 2.2.0 werd uitgebracht in december 2007. In juni 2008 werd versie 2.3.0 bèta vrijgegeven, waardoor O3Spaces Workplace ook geschikt werd voor Mac OS X. Op 19 september 2008 werd hiervan de publieke versie gelanceerd, O3Spaces Workplace 2.3.0. In januari 2009 kwam hierbij de toevoeging van e-mailintegratie onder de naam O3Spaces Workplace 2.4.0. De huidige versie is O3Spaces Workplace 4.0, die onder meer Online Document Preview bevat en Document oplossingen zoals Scannen, Sjabloonbeheer en Contract Management.

## Functionaliteit
Net zoals SharePoint en het gratis Windows SharePoint Services (WSS) gebruikt O3Spaces het concept van workspaces. Dit zijn werkomgevingen met documenten voor een bepaalde taak of project. Naast de documentenopslag, bestaat een werkomgeving uit een standaardset aan samenwerkingstools. Dit zijn onder meer een kalender en discussieforum voor de communicatie en voor het oplossen van onenigheden.
O3Spaces Workplace biedt drie entrypoints:
1. een Web 2.0-, AJAX-browseromgeving
2. een desktopclient met Workplace-repository-bestandbeheerder, de Workplace Assistant
3. de e-mailplug-ins voor een kantoorsoftwarepakket zoals LibreOffice / OpenOffice.org / StarOffice, Microsoft Office, Microsoft Outlook & Mozilla Thunderbird

Daarnaast biedt O3Spaces Workplace:
- Sjabloonbeheer
- Repositorytoegang op basis van open standaarden:
  - WebDAV
  - Opensearch
- Documentbeveiliging (toegang op basis van rollen, veilige verbindingen voor back-up, herstel en archivering)
- LDAP-integratie
- Integratie in Zimbra en Zarafa

De repository kan op verschillende manieren benaderd worden. Externe applicaties kunnen de repository benaderen door middel van het WebDAV-protocol. Eindgebruikers daarentegen kunnen gebruikmaken van de webbrowser of de desktop-client voor het benaderen van de repository.

## Platformonafhankelijk
O3Spaces Workplace is beschikbaar voor verschillende systemen zoals Linux, Solaris, Windows, Mac OS X & Android.
O3Spaces Workplace wordt ondersteund door onder meer Mandriva, Sun Microsystems Inc., Xandros en Translucent Technologies.

## Configuraties
Het pakker bestaat in vier verschillende configuraties: On Demand, Workgroup, Enterprise, en Open.
De On Demand gebruikt een Software as a Service (SaaS)-model en kan vanaf elke plaats benaderd worden. Updates en toevoegingen aan de functionaliteit worden hierbij automatisch doorgevoerd.
De Workgroup-editie wordt uitgerold in het netwerk van het bedrijf en kan ook worden gebruikt met beveiligde Internet toevoeging. Voor de Enterprise-editie geldt hetzelfde alleen biedt deze wat meer functionaliteit.
Editie Free ("Open") is freeware maar wel beperkt tot gebruik met 10 gebruikers.

## Voetnoot
1. ↑  https://www.postex.com/postex-neemt-o3spaces-b-v-over-en-breidt-uit-naar-de-publieke-sector/
2. ↑  O3Spaces Technische Omschrijving, O3Spaces Workplace - Over de software - Technische omschrijving.